# Warza
Warza är en ortsteil i kommunen Nessetal i Landkreis Gotha i förbundslandet Thüringen i Tyskland. Warza var en kommun fram till den 1 januari 2019 när tillsammans med kommunerna Ballstädt, Brüheim, Bufleben, Friedrichswerth Goldbach, Haina, Hochheim, Remstädt, Wangenheim och Westhausen bildade den nya kommunen Nessetal. Kommuen hade 457 invånare 2018.